# Vicia johannis
Vicia johannis, auch Schwarze Ackerbohne oder Johannes-Wicke genannt, ist eine Pflanzenart aus der Gattung Wicken (Vicia) in der Unterfamilie der Schmetterlingsblütler (Faboideae) innerhalb der Familie Hülsenfrüchtler (Fabaceae). Für die beiden Arten Vicia johannis Tamamsch. und Vicia narbonensis L. wird der Trivialname Maus-Wicke verwendet, sie sollten aber nicht verwechselt werden.

## Beschreibung

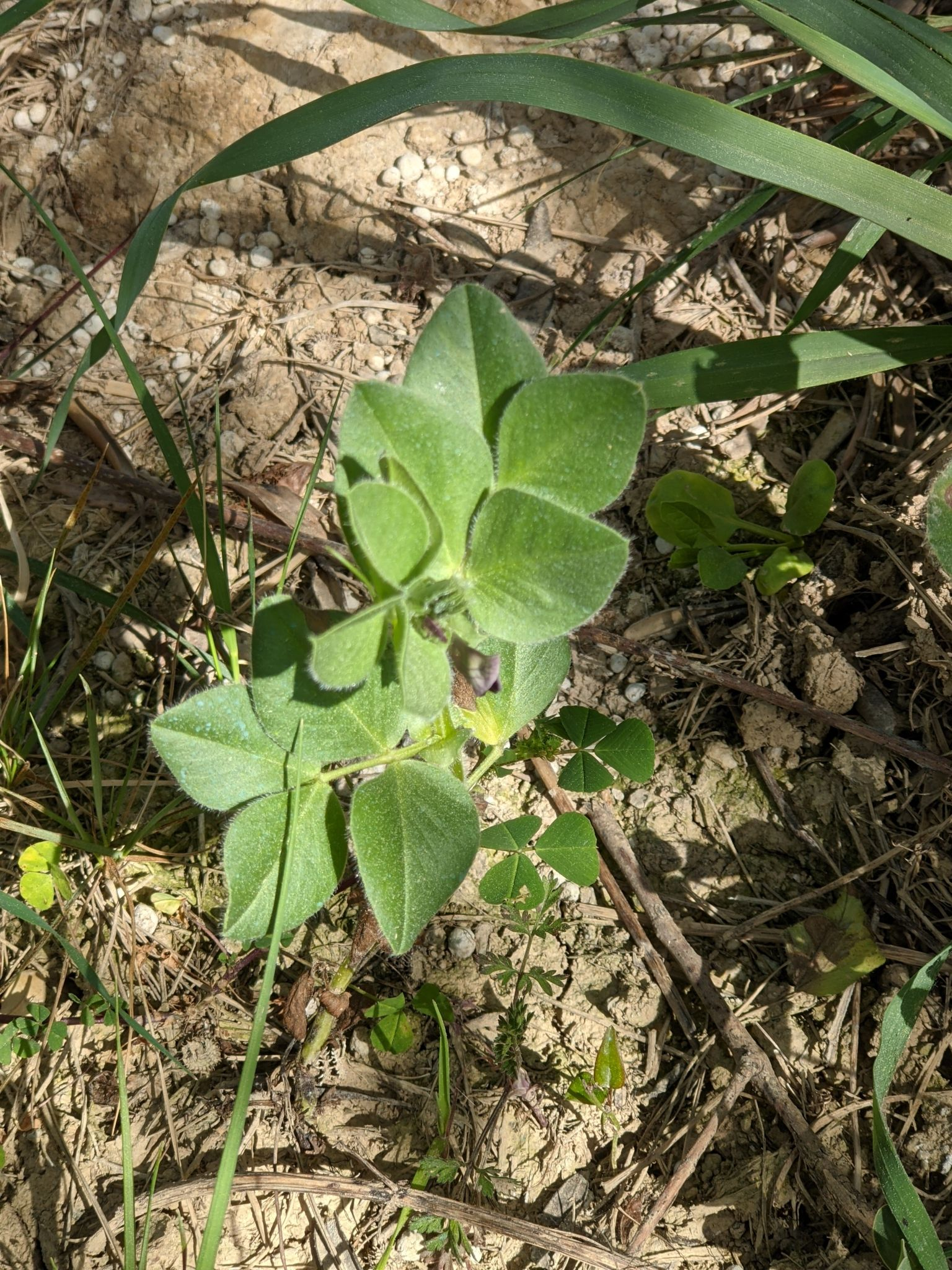
Vicia johannis (Laubblätter)

### Vegetative Merkmale
Vicia johannis ist eine einjährige krautige Pflanze und erreicht Wuchshöhen von 30 bis 80 Zentimetern. Habituell sieht sie der Saubohne (Vicia faba) ähnlich. Die aufrechten Stängel sind unverzweigt oder seltener verzweigt mit am Grund aufsteigenden Verzweigungen. Die Stängel sind 3 bis 5 Millimeter dick, vierkantig und gerillt, an den Kanten rau behaart und hohl.
Die wechselständig angeordneten Laubblätter sind gefiedert. Die unteren Laubblätter haben eine kurze, in eine Spitze auslaufende Mittelrippe und nur ein Paar Fiederblätter; die oberen haben eine Ranke und zwei bis drei Paar Fiederblättchen. Die Fiederblättchen sind bei einer Länge von 3 bis 5 Zentimetern sowie einer Breite von 2 bis 4 Zentimetern verkehrt-eiförmig oder elliptisch und kahl nur am Rand sowie unterseits auf den Nerven kurz abstehend behaart. Beim Trocknen verfärben sich die Laubblätter schwarz. Die Nebenblätter sind groß, breit halb-herzförmig, ganzrandig oder gezähnt. Die oberen Nebenblätter haben oft Nektarien.

### Generative Merkmale
Die Blüten stehen an kurzen Stielen, einzeln, in Paaren oder seltener bis zu sechs in den Blattachseln. Die zwittrigen Blüten sind zygomorph und fünfzählig mit doppelter Blütenhülle. Der Kelch ist schief röhrig bis glockig. Die Kelchzähne sind ungleich lang; der unterste Zahn ist etwa so lang wie die Kelchröhre, die oberen sind viel kürzer. Die fünf schmutzig-lilafarbenen bis pfirsich-roten Kronblätter stehen in der typischen Form der Schmetterlingsblüte zusammen. Die Fahne ist bleigrau geadert. Die Flügel sind mehr bläulich. Das Schiffchen ist vorn schwarzviolett.
Die 3 bis 6 Zentimeter lange und 1 bis 1,5 Zentimeter dicke Hülsenfrucht ist an den Nähten mit auf Knötchen sitzenden, fast stachligen Haaren dicht besetzt, aber auf den Flächen verkahlend. Die Hülsenfrüchte enthalten vier bis sechs Samen. Die Samen sind 8 bis 10 Millimeter groß, dunkel violettbraun bis schwarz mit einem braunen, im Mittelstreifen weißlichen Nabel.
Die Chromosomenzahl beträgt 2n = 14.

## Vorkommen
Das Verbreitungsgebiet ist der Mittelmeerraum. Vicia johannis kommt in Südeuropa von Spanien bis Griechenland und in Vorderasien in der Türkei, Syrien sowie Transkaukasien vor.
Vicia johannis besiedelt in mitteleuropäischen Gegenden mit sehr mildem Klima Weinberge und Gebüsche. In Deutschland ist sie wohl nur am Isteiner Klotz beständig verwildert; sie kommt mittlerweile aber auch hier nur noch vereinzelt vor. Sonst ist sie nur vorübergehend in Mitteleuropa eingeschleppt oder wird selten angebaut. In Deutschland gilt Vicia johannis als unbeständiger Neophyt.
Vicia johannis gedeiht am besten auf warmen, nährstoffreichen und basenreichen Lehmböden. Sie kommt besonders in Pflanzengesellschaften der Kalkäcker im Verband Fumario-Euphorbion vor.

## Taxonomie
Die Erstbeschreibung von Vicia johannis erfolgte 1954 durch die Botanikerin Sofja Georgijewna Tamamschjan (1901–1981), in Flora Azerbaidzhana, Band 5, S. 495, 552. Ein Synonym von Vicia johannis Tamamsch. ist Vicia narbonensis auct. non L.

## Weiterführende Literatur
- A. N. E. Birch, M. T. Tithecott, F. A. Bisby: Vicia johannis and Wild Relatives of the Faba Bean: A Taxonomic Study. In: Economic Botany, Volume 39, Issue 2, 1985, S. 177–190. JSTOR:4254735